# Vögelsen
Vögelsen – miejscowość i gmina położona w niemieckim kraju związkowym Dolna Saksonia, w powiecie Lüneburg. Należy do gminy zbiorowej (niem. Samtgemeinde) Bardowick.

## Położenie geograficzne
Vögelsen leży 5 km na północny zachód od Lüneburga przy autostradzie A39 (dawna A250) w kierunku na Winsen (Luhe).
Od wschodu i południowego wschodu sąsiaduje z Lüneburgiem, od południa z gminą Reppenstedt z gminy zbiorowej Gellersen, od zachodu z gminą Mechtersen i od północy z gminą Bardowick.
W skład gminy Vögelsen wchodzi również dzielnica Neu Vögelsen, położona w kierunku na dzielnicę gminy Reppenstedt - Dachtmissen.

## Historia
Pierwsza wzmianka pochodzi z 21 maja 1158 w dokumencie biskupstwa Verden, w którym określa się obowiązek daniny Vögelsen wobec sąsiedniego Bardowick. W średniowieczu często zmieniała się pisownia miejscowości i były to Vogelsen, Voghelsen i Voglissen.

## Herb gminy
W herbie Vögelsen są charakterystyczne dla okolicy dzierlatki z rodziny skowronków, których wyjątkowo duża liczba zamieszkuje tę okolicę. Do dzisiaj jeszcze da się zauważyć osiem gospodarstw w centrum wsi, które tworzyły pierwotnie miejscowość. Wokół nich rosną najstarsze dęby. Te dwa elementy są składowymi herbu. Nazwa miejscowości wywodzi się właśnie od ptaków (niem. Vogel, l.mn. Vögel).

## Komunikacja
Vögelsen znajduje się 3,5 km od węzła Lüneburg-Nord na autostradzie A39.